# Juan Pablo Vojvoda
Juan Pablo Vojvoda Rizzo (General Baldissera, 13 de janeiro de 1975) é um treinador e ex-futebolista argentino que atuava como zagueiro. Atualmente é treinador do Santos.

## Carreira como jogador
Criado em Cruz Alta, Vojvoda ingressou nas categorias de base do Newell's Old Boys aos 14 anos. Em 1995 estreou no elenco principal, passando a jogar regularmente nas sete temporadas seguintes, nunca se estabelecendo como titular regular.
Em 2002 começou a carreira em times internacionais, depois de assinar com o espanhol Compostela da Segunda Divisão, emprestado por um ano. Permaneceu no país nas seis temporadas seguintes, atuando pelo Algeciras, Cultural Leonesa e CD Baza.
Em 15 de julho de 2009 retornou ao país de origem, integrando o elenco do Tiro Federal da Segunda Divisão Argentina. Posteriormente, ele jogou pelo Sportivo Belgrano e Sarmiento de Leones, aposentando-se após a passagem no clube, em 2013, aos 38 anos.

## Carreira como treinador

### Newell's Old Boys
Pouco depois de se aposentar, Vojvoda começou a treinar, sendo responsável pelas categorias de base de seu primeiro clube, o Newell's. Em 10 de julho de 2015, ele foi nomeado treinador da equipe reserva do clube. Ele também foi treinador interino da primeira equipe em duas ocasiões: em 2016 e em 2017.

### Defensa y Justicia
Em 7 de outubro de 2017, assumiu o comando do Defensa y Justicia.

### Talleres de Córdoba e Huracán
No dia 28 de maio do ano seguinte, foi nomeado para o comando do Talleres de Córdoba, e em 2019 foi nomeado técnico do Huracán para a temporada 2019–20, sendo demitido em setembro do mesmo ano.

### Unión La Calera
Assumiu o comando do Unión La Calera, comandando a equipe na primera divisão chilena, a partir de 30 de dezembro, conseguindo levou o La Calera à vice-liderança do campeonato em 2020 e obtendo a classificação do clube para a Copa Libertadores pela primeira vez na história. Em 18 de fevereiro de 2021, ele deixou o clube após acordo mútuo.

### Fortaleza

#### 2021
Foi anunciado pelo Fortaleza no dia 4 maio de 2021, chegando para comandar o clube nas disputas do Campeonato Cearense, Copa do Brasil e Série A, substituindo Enderson Moreira. Estreou pela equipe no dia 13 de maio, com uma goleada de 6 a 1 diante do Crato. Um jogo que ficou marcado não só pela goleada, mas também pelo apagão que ocorreu na transmissão do jogo e o próprio presidente do clube fez uma transmissão pela rede social narrando o jogo. Dois dias após a estreia, Vojvoda teve seu primeiro clássico contra o rival Ceará, obtendo uma vitória de 2 a 0. Na semifinal diante do Atlético Cearense, o Fortaleza voltou a golear e dessa vez por 6 a 0, passando para a final contra o Ceará no dia 23. No dia 23 de maio conquistou seu primeiro título como treinador, o Campeonato Cearense de 2021, após vencer o Ceará na final. Vojvoda tornou-se o primeiro estrangeiro a ser campeão pelo Tricolor do Pici. O treinador argentino, ainda em 2021, ajudou o tricolor cearense a alcançar um de seus maiores feitos até então: a conquista da vaga para fase de grupos de sua primeira participação na Copa Libertadores em 2022.

#### 2022
Conquistou seu segundo título pelo Leão no dia 3 de abril de 2022, comandando a equipe na conquista do segundo título da Copa do Nordeste.
Na noite de 28 de julho, numa partida contra o Fluminense, pela Copa do Brasil, Vojvoda completou 100 jogos como técnico do Fortaleza. Nesse período, conquistou três títulos e o respeito da torcida tricolor. Como celebração, o treinador foi homenageado pelo clube cearense com uma camisa comemorativa pelos 100 jogos.
Conseguiu a classificação para a Libertadores no dia 14 de novembro, após uma vitória por 2 a 0 diante do Santos, sendo esse o primeiro triunfo da história do Fortaleza na Vila Belmiro. Os números do argentino nos dois anos em que disputou a Série A do Campeonato Brasileiro são muito bons; ele disputou 76 jogos, com 32 vitórias, 17 empates e 27 derrotas, 90 gols marcados e 84 gols sofridos. O Leão venceu 22 dos 23 oponentes contra quem jogou no Brasileirão; apenas o Botafogo não foi derrotado.

#### 2023
Em 2023, Vojvoda classificou o Fortaleza para a semifinal da Copa Sul-Americana, sendo o primeiro clube do Nordeste a chegar a essa fase da competição. Já no dia 3 de outubro, após eliminar o Corinthians com uma vitória por 2 a 0 no jogo da volta, o treinador classificou o Leão para a final da Sula, colocando o time cearense como o segundo nordestino a disputar uma final internacional. Apesar do grande feito do técnico argentino, na final realizada no dia 28 de outubro, no Estádio Domingo Burgueño, o Fortaleza empatou em 1 a 1 com a LDU e foi superado nos pênaltis, ficando com o vice-campeonato.

#### 2024
No dia 29 de maio, após comandar o Fortaleza em uma partida contra o Sportivo Trinidense, válida pela Copa Sul-Americana, Vojvoda superou Moésio Gomes e tornou-se o treinador com mais jogos oficiais na história do clube, com 233 partidas oficiais.

#### 2025
No dia 14 de julho, um dia após a derrota no clássico contra o rival Ceará, valida pela 13ª rodada do Campeonato Brasileiro, Vojvoda foi demitido do clube cearense, encerrando sua jornada como técnico do Fortaleza com 55% de aproveitamento. Ao todo, foram 310 jogos, 145 vitórias, 77 empates e 88 derrotas.

## Vida pessoal
Nascido na Argentina, Vojvoda é descendente de croatas e italianos, além de possuir nacionalidade italiana.

## Estatísticas como treinador
Atualizadas até 14 de julho de 2025.
| Clube                        | Período   | Jogos | Vitórias | Empates | Derrotas | Aproveitamento |
| ---------------------------- | --------- | ----- | -------- | ------- | -------- | -------------- |
| Newell's Old Boys (Interino) | 2016–2017 | 6     | 2        | 1       | 3        | 38.89%         |
| Defensa y Justicia           | 2017–2018 | 25    | 14       | 3       | 8        | 60%            |
| Talleres                     | 2018–2019 | 36    | 14       | 8       | 14       | 46.3%          |
| Huracán                      | 2019–2019 | 7     | 1        | 2       | 4        | 23.81%         |
| Unión La Calera              | 2020–2021 | 40    | 17       | 10      | 13       | 50.83%         |
| Fortaleza                    | 2021–2025 | 310   | 145      | 77      | 88       | 55%            |

## Títulos

### Como treinador
Fortaleza
- Campeonato Cearense: 2021, 2022 e 2023
- Copa do Nordeste: 2022 e 2024

### Prêmios individuais
- Melhor treinador do ano no futebol cearense: 2021,[32] 2022[33] e 2024[34]
- Melhor Treinador da Copa do Nordeste: 2022[35] e 2024[36]